# Tour Eria
Tour Eria ist ein Wolkenkratzer mit Büros, Geschäften und anderen Aktivitäten im Geschäftsviertel La Défense in der Nähe von Paris, Frankreich (genauer: in Puteaux). Es wurde 2021 erbaut und löst den 2017 zerstörten Tour Arago ab.
Insbesondere sollen im September 2021 der vom Präsidenten der Republik Emmanuel Macron beschlossene „Campus Cyber“ und Schulungsaktivitäten im Bereich Cybersicherheit stattfinden.